# Madrid Arena
El Madrid Arena és un pavelló multi-usos situat a la ciutat de Madrid, al recinte ferial de la Casa de Campo, a pocs minuts del centre de la ciutat. Construït a partir de l'antic Rockódromo, el pavelló ha estat dissenyat per a albergar esdeveniments esportius, comercials, culturals i d'oci.

## Construcció i usos
Es va construir com a part de les instal·lacions previstes per a la candidatura olímpica Madrid 2012. Es preveia que albergués les competicions de bàsquet. La seva primera fase va estar a punt en 2003, ampliant-se l'any següent.
Té una capacitat màxima de 10.500 espectadors i 30.000 m²; de superfície. La seva cúpula té 11.000 m², i es troba sustentada per una estructura tridimensional suportada en 181 pilotis. Compta amb un lucernari que pot obrir-se, deixant passar la llum natural. La façana està constituïda per una doble corba de vidre, de transparència variable i gran lleugeresa.
Es distribueix en tres plantes (accés, intermèdia i baixa). La seva pista central compta amb tres graderies retràctils, que permeten variar la seva superfície en funció del tipus d'esdeveniment.
El pavelló compta amb un Pavelló Satèl·lit, amb una superfície de 2.100 m² 

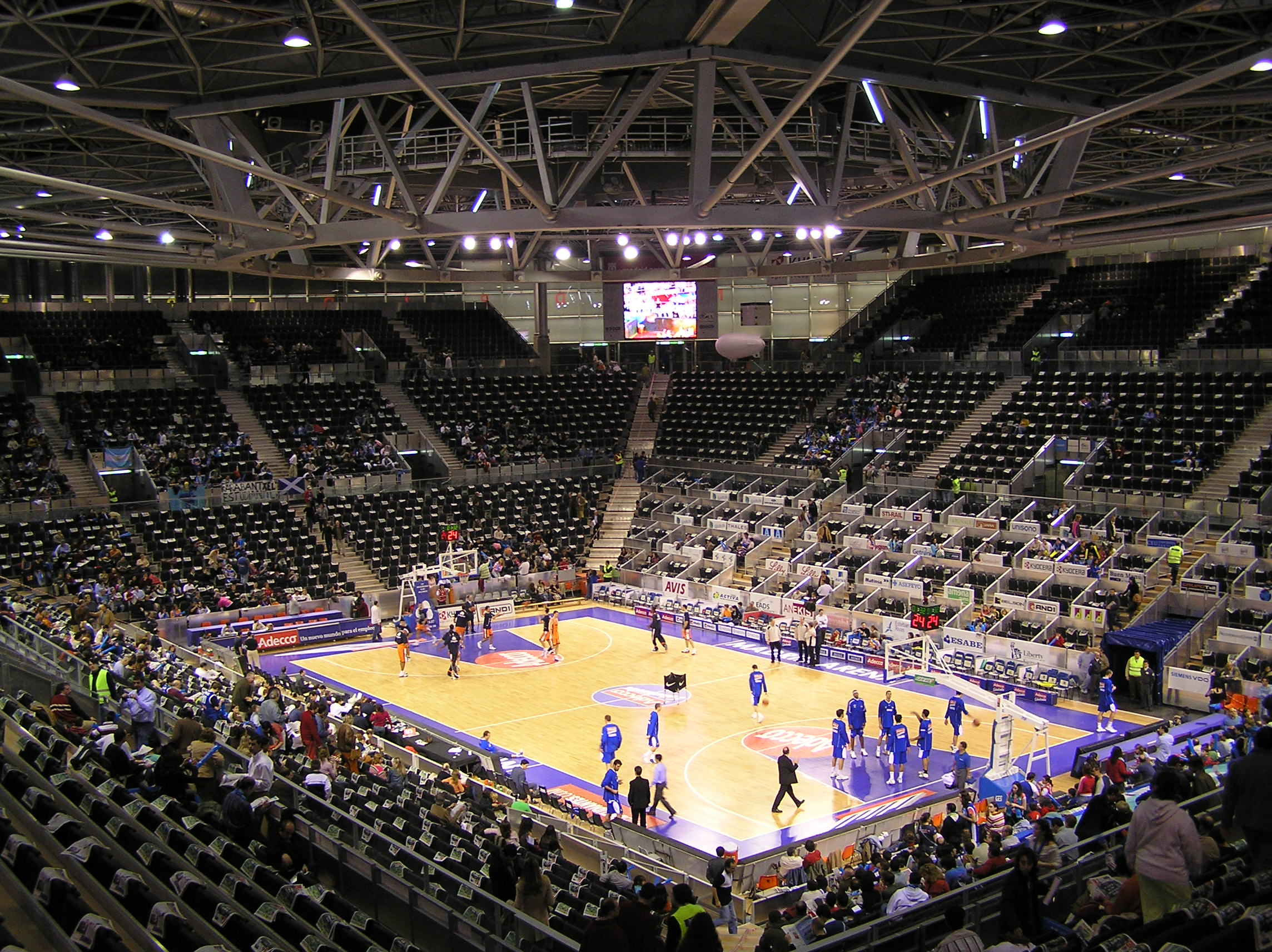
Interior del Madrid Arena (preliminars d'un partit Estudiantes-Pamesa, 19 de novembre de 2005)

És propietat de l'Ajuntament de Madrid i es troba gestionat per l'Empresa Municipal Campo de las Naciones.
Des del 2002 fins a 2008, fou la seu del torneig de tennis Masters Series Madrid.
El Club Baloncesto Estudiantes va jugar els seus partits al Madrid Arena entre les temporades 2005-2006 fins a la 2009-2010.
També la secció de bàsquet del Real Madrid hi va jugar alguns partits de la temporada 2011-2012, quan la seva pista habitual estava ocupada.
Fou una de les seus de l'Eurobasket 2007, acollint partits de la fase final del torneig.

## Accident de Halloween de 2012
L'1 de novembre de 2012 a les 3:30 de la matinada es va produir un tap durant una festa de música electrònica, i van morir-hi cinc noies. Dues de les víctimes mortals van morir al mateix pavelló, una en arribar a l'hospital i les dues restants al cap d'una i quatre setmanes.